# Chandler (Oklahoma)
Chandler oder auch Chandler City ist eine Kleinstadt im Lincoln County in der Mitte des US-Bundesstaates Oklahoma. Das U.S. Census Bureau hat bei der Volkszählung 2020 eine Einwohnerzahl von 2.858 ermittelt.
In Chandler befindet sich der County Seat von Lincoln County. Die Stadt ist liegt im südlichen Außenbereich der Oklahoma City Metropolitan Area, des Ballungsraumes um Oklahomas Hauptstadt Oklahoma City.

## Geographie
Chandler liegt fast genau im geometrischen Zentrum des Lincoln County an der Kreuzung der Interstate 44 und des Oklahoma State Route 18. Die Interstate 44 verläuft direkt südlich der Stadt, und so ist Chandler in etwa 45 Minuten mit dem Auto von Oklahoma City erreichbar. Chandler liegt zwischen Warwick und Davenport ziemlich genau auf halber Strecke der bekannten Route 66, die parallel der I-44 entlangführt.
Durch die Stadt führt die 1898 eröffnete Eisenbahnlinie der St. Louis and Oklahoma City Railroad, die später ein Teil der St. Louis and San Francisco Railway wurde. Heute wird Chandler nicht mehr von Bahn und Bussen angefahren, neben der Straßenanbindung ist vor allem der Flugplatz von Chandler, der Chandler Municipal Airport, ein wichtiger Verkehrsknoten für den lokalen Verkehr.
Unweit nordwestlich der Stadt sind zwei Stauseen erbaut worden. Der 1954 durch den Aufstau des Bellcalf Creek entstandene kleinere Chandler Lake ist etwa zwei Kilometer lang und erstreckt sich in Nord-Süd-Richtung. Der fast doppelt so große Bell Cow Lake liegt etwas weiter westlich und verläuft in Nordwest-Südost-Richtung, er ist durch den Aufstau des Otoe Creek und des North Bellcow Creek entstanden. Beide Seen dienen neben ihrer Funktion zur Wasserregulierung und -versorgung als Naherholungsgebiet und Rückzugsraum für Tiere und Pflanzen.

## Bevölkerung
Bei der Volkszählung 2020 wurden 2858 Bewohner gezählt. Bei der Volkszählung 2000 waren fast 80 % der Bevölkerung Weiße, knapp 10 % Afro-Amerikaner und fast 6 % amerikanische Indianer. Das Pro-Kopf-Einkommen betrug 14.676 US-Dollar, fast 17 % der Bevölkerung lebte unter der Armutsgrenze.

## Geschichte
Vor der Stadtgründung war das Gebiet von Indianern der Sauk und Fox bewohnt, die sich hier nach ihrer Vertreibung aus dem Gebiet um den Sankt-Lorenz-Strom niedergelassen hatten. Der für die nach dem Assistenzsekretär des Innenministeriums George Chandler benannte neue Stadt vorgesehene steile Hügel war am Datum des Oklahoma Land Runs im Jahr 1891 noch nicht fertig vermessen, so dass für das Stadtgebiet ein eigener Land Run eine Woche später veranstaltet wurde.
Die neue Stadt wurde am 30. März 1897 von einem Tornado schwer getroffen, der Chandler fast zerstörte, und dabei 19 Tote und zahlreiche Verletzte forderte. Die Stadt wurde mit besseren Baumaterialien und Häusern aus Ziegel- und Natursteinen wieder aufgebaut.
Die 1898 eröffnete Eisenbahnlinie der St. Louis and Oklahoma City Railroad machte den Transport von Handelsgütern in größerem Stil möglich. Chandler exportierte vor allem Baumwolle und vor Ort hergestellte Ziegelsteine. Bekannt wurde die Stadt wegen der Exporte von Pekannüssen, die die Regierung von Oklahoma dazu bewogen, die Stadt 1946 zur „Welthauptstadt der Pekannuss“ zu erklären.
Chandler nahm nur in geringem Maße am Ölboom in Oklahoma Teil und lebte vor allem von der Landwirtschaft.

## Wirtschaft
Hauptarbeitgeber in Chandler sind die Versicherung National American Insurance Company, die Molkerei der Hiland Dairy Company, das Zeughaus der National Guard sowie bundesstaatliche und nationale Verwaltungsbüros.

## Sehenswürdigkeiten
- Museum of Pioneer History